# 켈리 맥길리스
켈리 맥길리스(Kelly McGillis, 1957년 7월 9일 ~ )는 미국의 배우이다.

## 출연 작품
- 위트니스 - 레이첼 랩 역
- 탑건 - 찰리 역
- 메이드 인 헤븐 - 애니 / 엘리 역
- 피고인 - 캐서린 머피 역
- 캐롤가의 저택
- 캣 헌터
- 겨울 사람들
- 유혹의 섬 - 에드나 폰텔리어 역 (공동제작)